# Partit Liberal (Regne Unit)
El Partit Liberal (anglès Liberal Party, gal·lès Plaid Ryddfrydol) fou un partit polític britànic creat el 1859 i dissolt el 1988, quan es va integrar en els Liberal Demòcrates juntament amb l'SDP. Fou un dels dos partits britànics principals fins al sorgiment del Laborista en la dècada del 1920, i ha estat tercera força en disputa des d'aleshores.

## Evolució
Alguns peelites, radicals i whigs van decidir votar una moció de censura en contra del govern conservador d'Edward Smith-Stanley, en minoria des de les eleccions al Parlament del Regne Unit de 1859 en una reunió celebrada a Willis's Rooms a Londres el 6 de juny de 1859, que va conduir a la fundació formal del Partit Liberal i el segon govern de Henry John Temple, succeït breument per Lord John Russell a la seva mort però va dimitir després que el govern fos derrotat en una votació el 18 de juny de 1866.
Durant en segle xix el partit es caracteritzà per ser un defensor del liberalisme econòmic clàssic, del laissez fer, del lliure comerç i de la mínima interferència en l'economia, sent-ne el principal exponent William Gladstone. Va afavorir les reformes socials, llibertats personals, reducció dels poders de la Corona i de l'Església d'Anglaterra i l'extensió del dret de vot.
A partir de la dècada del 1880, tanmateix, el liberalisme es va decantar per una major rol de l'estat més que en la llibertat d'elecció. A començament del segle xx es decantà pel nou liberalisme, o liberalisme social, que creia en la llibertat individual i una intervenció estatal que assegurés un nivell mínim de benestar. Tot i estar dividit pel tema de l'Autonomia irlandesa, el partit va tornar al govern el 1905 i va obtenir una victòria contundent a les eleccions generals de 1906. Sota els primers ministres Henry Campbell-Bannerman i Herbert Henry Asquith, el Partit Liberal va aprovar reformes que van crear un estat del benestar bàsic. Tot i que Asquith era el líder del partit, la seva figura dominant era David Lloyd George.
També foren els primers a adaptar el keynesianisme, el lema de Lloyd George a les eleccions al Parlament del Regne Unit de 1929 fou ‘’Podem derrotar l'atur’’, tot i que ja havien caigut al tercer lloc. El Llibre Groc Liberal, però, s'oposava a la intervenció estatal tan típica dels règims d'extrema dreta.
El partit va decaure fins a gairebé desaparèixer en la dècada del 1940-1950, fins que en la dècada del 1960 va renéixer de la mà de Jo Grimond, cap del partit des de les eleccions de 1959 posicionant-se com a centrista radical i no socialista, en oposició tant al laborisme com al conservadorisme.

## Fusió amb el partit liberal
Per a les eleccions al Parlament del Regne Unit de 1983 va formar una aliança amb els socialdemòcrates, que es va repetir a les eleccions al Parlament del Regne Unit de 1987, però els mals resultats portaren a un temps de reflexió interna que conduiria finalment a la unió definitiva en els Liberal Demòcrates.

## Líders liberals 1859–1988

### Líders Liberals a la Cambra dels Lords, 1859–1988
- Granville George Leveson-Gower, 2n Earl Granville 1859–1865
- John Russell, 1st Earl Russell 1865–1868
- Granville George Leveson-Gower, 2nd Earl Granville 1868–1891
- John Wodehouse, 1st Earl of Kimberley 1891–1894
- Archibald Philip Primrose, 5è comte of Rosebery 1894–1896
- John Wodehouse, 1st Earl of Kimberley 1896–1902
- John Spencer, 5è comte Spencer 1902–1905
- George Robinson, 1st Marquess of Ripon 1905–1908
- Robert Crewe-Milnes, 1st Marquess of Crewe 1908–1923
- Edward Grey, 1r Vescomte Grey of Fallodon 1923–1924
- William Lygon, 7è comte Beauchamp 1924–1931
- Rufus Isaacs, 1r Marquès de Reading 1931–1936
- Robert Crewe-Milnes, 1st Marquess of Crewe 1936–1944
- Herbert Samuel, 1r Vescomte Samuel 1944–1955
- Philip Rea, 2nd Baron Rea 1955–1967
- Frank Byers, Baron Byers 1967–1984
- Beatrice Seear, Baroness Seear 1984–1988

### Líders liberals a la Cambra dels Comuns, 1859–1916
- Henry John Temple, 3rd Viscount Palmerston 1859–1865
- William Ewart Gladstone 1865–1875
- Spencer Compton Cavendish, Marquess of Hartington 1875–1880
- William Ewart Gladstone 1880–1894
- Sir William Vernon Harcourt 1894-–1898
- Sir Henry Campbell-Bannerman 1899–1908
- Herbert Henry Asquith, 1r comte d'Oxford and Asquith (1925) 1908–1916

### Líders del Partit Liberal, 1916–1988
- Herbert Henry Asquith, 1r comte d'Oxford i Asquith (1925) 1916–1926
  - Donald Maclean,  1919–1920
- David Lloyd George 1926–1931
- Sir Herbert Samuel 1931–1935
- Sir Archibald Sinclair 1935–1945
- Clement Davies 1945–1956
- Jo Grimond 1956–1967
- Jeremy Thorpe 1967–1976
- Jo Grimond 1976
- David Steel 1976–1988